# Wolseley 40
La 40 è un'autovettura di grandi dimensioni prodotta dalla Wolseley nel 1911.
La vettura aveva installato un motore in linea a quattro cilindri e valvole laterali da 7.096 cm³ di cilindrata.
Erano offerti tre tipi carrozzeria, torpedo quattro posti, berlina quattro porte e landaulet quattro porte.